# アルフレート・ローゼンベルク

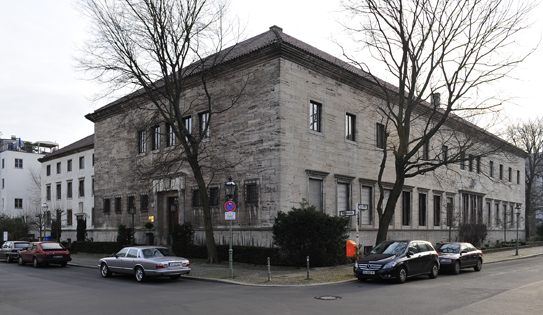
1942からの東部占領地域大臣アルフレート·ローゼンベルクのオフィス

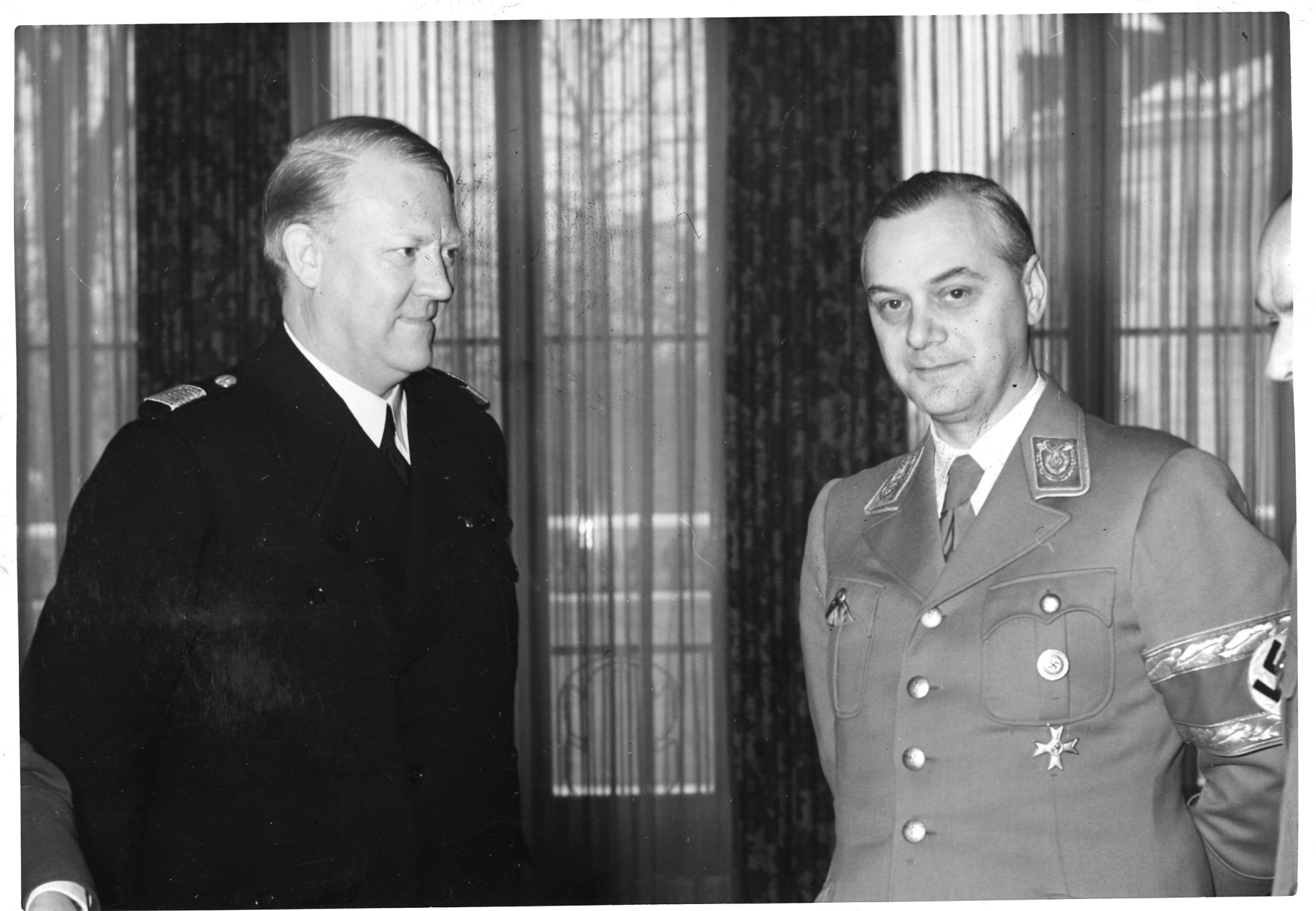
ノルウェー首相クヴィスリング(左）と（ベルリン1942年）

アルフレート・エルンスト・ローゼンベルク（ドイツ語: Alfred Ernst Rosenberg, 1893年1月12日 - 1946年10月16日）は、ドイツの政治家、思想家。国民社会主義ドイツ労働者党（ナチ党）対外政策全国指導者。第二次世界大戦期には東部占領地域大臣も務めた。戦後ニュルンベルク裁判で死刑判決を受け、処刑された。

## 生涯
1893年ロシア帝国領エストニアのレヴァル（現タリン）に、ドイツ系商館の支配人を務めていたバルト・ドイツ人の子として生まれた。ローゼンベルク姓はユダヤ人に多い姓だが、バルトでは非ユダヤ人にも一般的な姓だった。
母はローゼンベルクが生後2か月の時に、結核で亡くなり、父親は11歳の時に亡くなる。そのためサンクトペテルブルクにあった叔母の家に預けられて育った。当初はプロテスタントとして育てられるも、信仰に反発する。彼はレヴァルの実科学校で、ドイツ人教師と出会い、ドイツの古い文化や地理、北欧神話やインド哲学への興味を持つようになった。中でも17歳の時に読んだヒューストン・ステュアート・チェンバレンの著書『十九世紀の基礎』は、彼が反ユダヤ主義やゲルマン民族至上主義に傾倒するきっかけとなった。その後、建築家になるべく、リガ工科大学に進んだ。リガ工科大学在学中より古代インドのアーリア人神話や神秘主義哲学に傾倒、ラスプーチンやグルジエフの影響を受けたロシア神秘主義サークルに参加したオカルティストでもあった。
第一次世界大戦によるドイツ軍の侵攻によってローゼンベルクはモスクワに移り、モスクワ高級工科学校（現在のバウマン記念モスクワ国立工科大学）に入学した。しかしまもなくロシア革命が発生し、ローゼンベルクは革命の進展を目の当たりにした。彼は革命期のアナキズムに強い嫌悪感を持ち、また共産主義革命を「ユダヤ人の陰謀」ととらえ、これらに強く反感を持つようになった。1915年にはヒルダ・リースマン（Hilda Leesmann）と結婚した。1918年には建築学の資格を取得し、レヴァルに進軍してきたドイツ軍に入隊を志願したが認められなかった。その後締結されたボリシェヴィキ政府とドイツの休戦協定に衝撃を受け、11月には「祖国を得るため我が家を棄て」ベルリンに向けて旅立った。この頃には、ローゼンベルクとヒルダの結婚生活は事実上の破局を迎える。

### 初期のナチ党幹部
しかし、ベルリンは当時戦争敗北のため混乱の極みにあった。1919年初頭、ローゼンベルクは職を得るためミュンヘンに移ったが、亡命者救済委員会の世話になって暮らした。ある日、路上で妻ヒルダの友人と出会い、政治運動家で詩人のディートリヒ・エッカートと出会うよう勧められた。ローゼンベルクはエッカートに対し「あなたは、エルサレムに対し戦う人間を雇いますか」と問いかけると、彼は「もちろん」と答え、世話を引き受けた。ローゼンベルクはエッカートが主宰する新聞『良いドイツ語で』に記事を書き、彼の主催するトゥーレ協会にも参加した。
1919年末頃にはアドルフ・ヒトラーと出会い、ドイツ労働者党（DAP）の党員となった。党員番号は626番だった。DAPは1920年に国家社会主義ドイツ労働者党へと改称した。ローゼンベルクはロシア語に堪能で、東方問題に詳しかったため、初期のナチ党幹部の中で一種独特の地位を築くことになった。党は12月に『ミュンヒナー・ベオバハター』紙を買い取って『フェルキッシャー・ベオバハター（「民族の観察者」の意）』と改め、ローゼンベルクはエッカートの補佐として編集助手となった。その後エッカートが体調を崩して党務から退くと、かわってヘルマン・エッサーが主筆となった。ローゼンベルクはこの人事に不満であり、素行の悪いエッサーを軽蔑したため両者の間は険悪となった。1922年に『フェルキッシャー・ベオバハター』主筆となった。
この頃、ローゼンベルクはその外交に対する視野からヒトラーに大変気に入られており、彼は「自分が意見を聞くのはローゼンベルクだけである」とクルト・リューデッケに告げていた。またエルンスト・ハンフシュテングルもヒトラーが彼の大きな影響下にあったと指摘している。これらの点をコンラート・ハイデンは「エッカートとローゼンベルクはヒトラーの教師だった。ヒトラーは数年の間、彼らの口真似をしているに過ぎなかった」と評している。ただし、事務や政務の能力には欠け、党内の有力な役職はエッサーやマックス・アマンらに握られていた。1923年には『国家社会主義ドイツ労働者党の本質、原則および目的』という綱領解説書を出版し、5万部ほどを売り上げた。

### ヒトラーの代理人
1923年11月8日のミュンヘン一揆では、翌日の失敗に至るまでヒトラーと行動を共にした。ローゼンベルクは逮捕を逃れ、ミュンヘンの各地に潜伏していた。ヒトラーは収監後、ローゼンベルクに党指導を一任した。ローゼンベルクは大ドイツ民族共同体という偽装団体を立ち上げ、ナチ党の運動を再開した。しかしこの運動の実権はまもなくエッサーやユリウス・シュトライヒャーに握られ、ローゼンベルクの権力はほとんど無きに等しかった。1月31日にはザルツブルクの幹部会合で党指導者代理に指名されたが、ミュンヘンに残っていた幹部、エッサー、シュトライヒャー、アマンとローゼンベルクの関係は最悪であり、彼を「部分的ユダヤ人」や「フランスのスパイ」であると罵った。
このころ、党の問題となっていたのが、エーリヒ・ルーデンドルフのドイツ民族自由党との合併問題であった。ローゼンベルクは党の合併には反対したが、合法的な選挙によってナチ党の勢力拡大を図るべきと考え、選挙での協力関係を結ぶことには同意した。これらの運動の連合である「国家社会主義自由運動」は5月の国会選挙で200万近い票を集めることに成功した。しかしヒトラーは当初選挙にも反対しており、合併問題についても意見をはっきりさせないなど、ローゼンベルクの方針にはっきりとした同意を与えなかった。さらに6月16日にはヒトラーが「誰も自分の代理で行動したり声明したりする権限はない」と表明したことで、ローゼンベルクの党指導代理の地位は失われた。ローゼンベルクは反ユダヤ主義の新聞・雑誌の発行等の活動しか行えず、運動の主導権は他の幹部にすっかり奪われていた。ヒトラーは後にローゼンベルクがこの時期不忠であったと彼を激しく非難している。結局この体制は民族自由党との決裂と、ヒトラーの出獄によって終焉した。
1925年、ローゼンベルクは、6歳年下のヘドヴィヒ・クラマーと再婚し、2人の子供に恵まれた。
1929年にはドイツ文化闘争連盟を創設した。1930年には国会議員となり、外務委員会に属した。

### ゲルマン神秘主義者
ローゼンベルクは中世ドイツの神秘主義者エックハルトを信奉して真の宗教をドイツ神秘主義とし、1930年に『二○世紀の神話』を、1934年には『マイスター・エックハルトの宗教』を上梓した。
ローゼンベルクは反ユダヤだけでなく、反キリスト教会の立場にもあり、イエスが神であることや、イエスの復活などは信じていなかった。ローゼンベルクはキリスト教のアガペー(愛)、謙遜、ヘセド(憐憫)、ヘーン(恩寵)よりも、魂の美、自由で高貴な魂を重視し、ユダヤ教には不死の信仰や形而上学的な宗教がないとして、ユダヤ的=ローマ的世界観に代わって、北方種族のゲルマン的人間の内的側面を称揚した。
ローゼンベルクらドイツ右翼はパラケルススやヤーコプ・ベーメなどのドイツの黙示録的伝統こそを「ドイツ革命」と呼び、神と自然が一体となるゲルマン民族をユートピアとし、千年王国的、終末論的な革命待望の思想は右翼を強力にした。

### ナチス政権下
1933年4月にはナチ党の対外政策全国指導者に就任し、ナチ党外務局のトップとなった。外務局の任務は、東ヨーロッパとバルカン諸国のファシスト集団との連絡を維持することであり、海外政策についてコンスタンティン・フォン・ノイラートの外務省やヨアヒム・フォン・リッベントロップのリッベントロップ機関、エルンスト・ヴィルヘルム・ボーレのナチ党国外大管区と争った。
外務局での仕事ぶりは褒められたものではなく、ローゼンベルクは諸外国の知識に欠け、外国語能力については、ロシア語には堪能でも、英語については英単語の一つも理解できていなかった。会話内容も、5分ほど喋ると、人種に関する会話に落ち着いてしまっていた。初のロンドン訪問では、2人のイギリス人と親交を持つことに成功するも、その2人は後にスパイであることが判明するという体たらくであった。
1934年にナチス全精神的・世界観的教育と育成の監視のための総統受任者となった。
1934年からはローゼンベルク事務所を立ち上げ、ナチス理論の宣伝と国内の言論活動を監視とした。1937年にはノーベル賞に対抗して制定された「ドイツ芸術科学国家賞」を受賞する。1939年にはエーリヒ・レーダーとノルウェー国粋党の仲介などを行った。
1939年にはフランクフルト・アム・マインにユダヤ人問題研究所（de:Institut zur Erforschung der Judenfrage）を設立した。

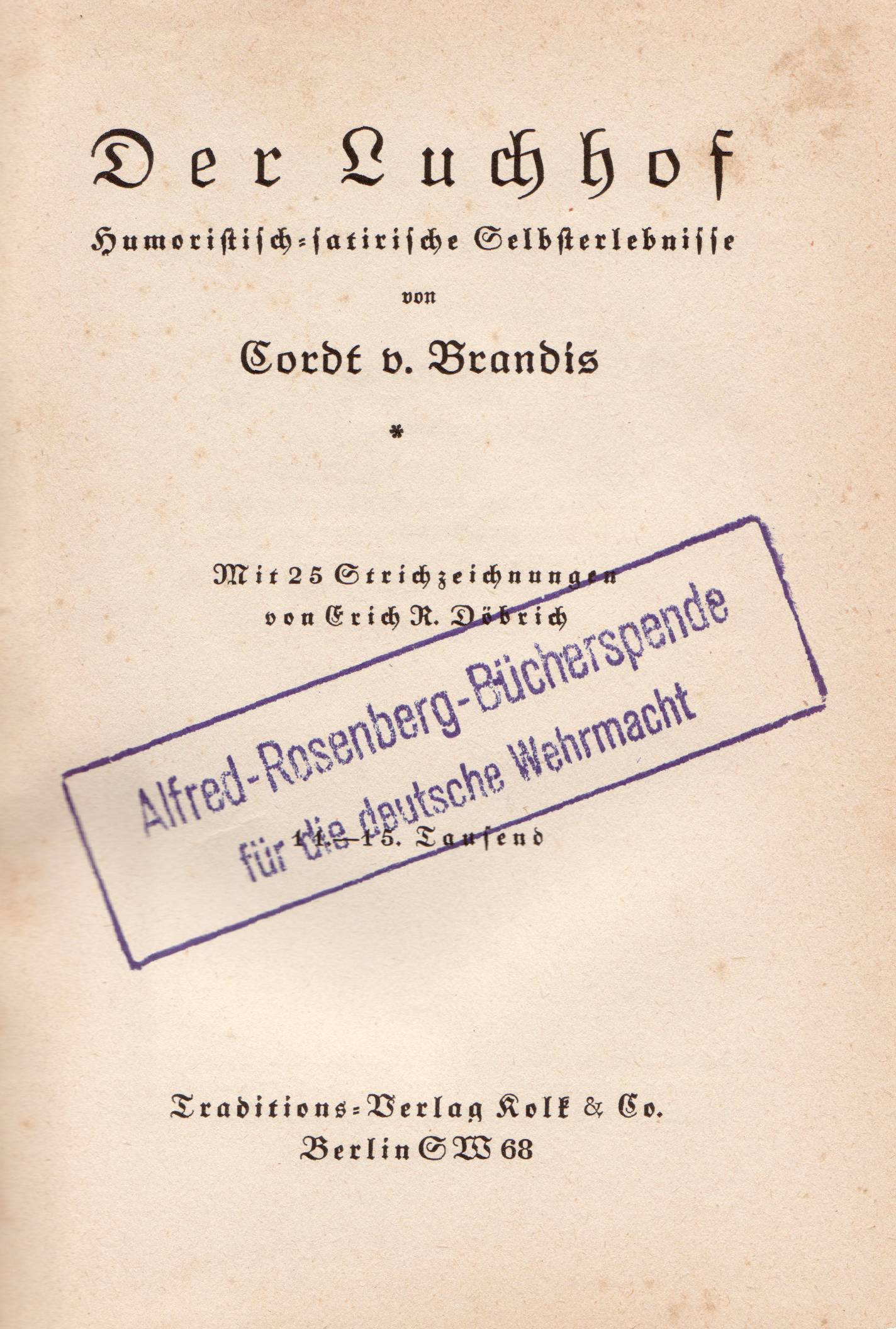
ローゼンベルクがドイツ国防軍に寄贈した書籍

第二次世界大戦の勃発後、ホーエ・シューレ(ナチス党専門の高等教育機関)の設立をローゼンベルクが担当することになる。メインキャンパスはバイエルン州南部、キームゼーの湖畔にあり、ホーエ・シューレは教育研究機関でもあるため、図書館が必要となった。こうして、1940年1月、ヒトラーは党並びに政府関係者に、ホーエ・シューレ設立にあたり、蔵書蒐集を行なっているローゼンベルクの支援をするよう命じた。手始めに、フランクフルト・アム・マイン市当局に対して、ユダヤ人関係の資料の提出を求め、そして、図書館を買収した。戦況が好調だったため、ローゼンベルクの蔵書蒐集活動は、ドイツ国内に留まらずフランスにも波及し、ユダヤ並びにフリーメーソン関係の主要機関が放置した文書を接収した。ローゼンベルクは、ヒトラーに逃亡したユダヤ人が放棄した資料を収集する部隊の設立を願い出る。こうして、外務局の下に全国指導者ローゼンベルク特捜隊が設置され、占領地からの文書・美術品の押収に当たった。この部隊は、ゲシュタポ、国家保安本部、秘密野戦警察の助力を得て、オランダ、ベルギー、フランスの図書館、文書館、個人収集品を次々と略奪していった。
ローゼンベルク特捜隊は、パリにあった世界ユダヤ連盟とラビ養成学校から5万冊を略奪し、パリの大手ユダヤ系書店(リプシュッツ)から2万冊の本を略奪した。ローゼンベルク特捜隊は、当初は、本ないし資料類の略奪任務を主としていたが、ヒトラーが生まれ故郷であるリンツに、美術館を建設する構想があったこと、そして、ヘルマン・ゲーリングも蒐集癖があったことから、事実上、彼らの代理として美術品の略奪に乗り出す。ローゼンベルクは、かつてミュンヘン一揆に失敗したとき、スウェーデンに逃亡していたゲーリングを、ナチス党党員名簿から抹消するなどしており、後々禍根を残すことになるが、この時は、ゲーリングはローゼンベルクに協力した。
フランスにある美術品の略奪時には、協力関係にあったローゼンベルクとゲーリングであったが、略奪が完了すると、ゲーリングは権限がないのにもかかわらず、美術品の分配方法を決める命令を発令する。分配方法は、第一にヒトラー、第二にゲーリング、第三にローゼンベルクがこれら美術品を獲得でき、そして、第四にドイツまたはフランスの美術館が残った美術品を獲得できる、それでも残った美術品については、オークションにかけて売却し、売却益を戦争未亡人に寄付するというものだった。
結果的に、ローゼンベルク特捜隊はフランスから、2万2,000点の美術品を押収し、ドイツ国内へと運び込み、『保管』することにした。保管場所には、ノイシュヴァンシュタイン城もあった。
しかし、その後もゲーリングは、ドイツ国内へと運び込んだ美術品を次々に着服する。ローゼンベルクとしては略奪した美術品は、ナチス党の共有財産であると考えていた。そんなローゼンベルクも、略奪した美術品を、自宅に飾っていた。
1941年3月、軍の指令書が発行され、その中身は親衛隊及び警察指導者は、独立・独断で行動する権限を認める内容であった。ヒムラーはこの文言を根拠として、ローゼンベルクの指揮下に警察機構を置くことを拒否した。そして、また、ラインハルト・ハイドリヒから、ヒムラーの部下をヒトラーの指名によって国家弁務官に任命し、指名された国家弁務官は東部の占領地で、ローゼンベルクの東部占領地域省の支局を指導してはどうかと提案を受けた。これは、つまりローゼンベルクには、権力らしい権力がなくなってしまうことを意味していた。
1941年4月、ローゼンベルクは、ヒトラーと来る独ソ戦開戦後の、東部地域の国々について意見を交わす。ローゼンベルクは、ソ連については、産業を解体し、交通網の徹底破壊を行ない、国土を完全に荒廃させ、ゴミ捨て場にするべきだと意見を述べた。バルト三国については、ドイツの同盟国にする、但し、ラトヴィアの知識階級は根絶し、リトアニアの25万人のユダヤ人は追放すべきだとした。ウクライナは、独ソ戦中並びに独ソ戦後もドイツが必要としている穀物や原材料を提供する義務があると主張した。ベラルーシは救いようのない国であるため、独立は認めるべきではないと主張した。
こうして、1941年7月17日に東部占領地域省が設立され、長官にはローゼンベルクが就任するが、現地東部の行政を担当する国家弁務官は、ローゼンベルクの命令だけでなく、警察に関わる問題はヒムラーからの命令を受けるようになっていた。しかし、逆に親衛隊及び警察指導者らは、東部占領地域省の命令に従うことはなかった。そして、ローゼンベルク自身は、ベルリンで執務をしており、一方SSらは東部の占領地域を動き回っていたため、現場ではヒムラーが事実上好きなように命令を出すことができた。ローゼンベルクの東部占領地域省の長官の任命に当たっては、マルティン・ボルマンから支持を受けていた。但しこれについては、両者の関係が良好であった訳ではなく、マルティン・ボルマンは、ローゼンベルクが長官ならば、傀儡にできるか、あるいは命令を無視できるという意図があったとされる。
ヒトラー肝いりで設立された東部占領地域省であったが、事実上権力らしい権力はなく、なぜヒトラーが東部占領地域省を設立したのか、設立に至るまでの意図はよくわかっていない。
1941年7月中旬、独ソ戦で快進撃を続けていたドイツ軍であるが、ヒトラーやゲーリングらは東部地域をどうするか話し合う中、ローゼンベルクは現地住民を少しでもドイツの味方につけるべきだと言う自説にこだわり、一蹴される。
東部地域の領土が拡張するにつれ、ローゼンベルクの管理が及ばなくなり、ローゼンベルクの命令は、上は国家弁務官、下は地区指導者が自由に命令を解釈するか、黙殺するなどしていた。ヨーゼフ・ゲッベルスには、「東部占領地域省は混沌省であり、あそこは理論家ばかりで実務家はまるでいない。」と揶揄される。
ローゼンベルクの部下の評判も悪く、「東部（占領地域省）のカスども」と批判される。
ローゼンベルクにとっての悩みの種は、その他にも、名目上は部下であるエーリヒ・コッホの存在があった。コッホは、第二のスターリンとも言われた人物であり、残忍な人物でローゼンベルクの命令は殆ど聞かなかった。コッホは、現地（ウクライナ）で、自由気ままに振舞っており、ウクライナ人を鞭打ちするなど粗暴な振る舞いが目立ち、ローゼンベルクは抗議のメモを送る。最もローゼンベルクは人道的な見地からコッホに抗議したのではなく、ウクライナ人がパルチザン活動に身を投じるのを防ぐためだった。エーリヒ・コッホは、ヒトラーの司令部狼の巣が存在する地域を管轄しており、マルティン・ボルマンを通じて、ヒトラーと直々に面談をする機会を持つなど、信頼を得ていた。しかし、ローゼンベルクは、数百キロ離れたベルリンから、メモを送ってくるだけだったため、どちらが重用されていたかは明らかだった。
権力らしい権力が無いローゼンベルクであったが、幾度か暗殺未遂に遭っている。1942年5月には、乗車予定であった列車が、パルチザンによって脱線させられる。しかし、この時は予定を早く切り上げ別の列車に乗ったため難を逃れた。ローゼンベルクがウクライナを訪問した際には、鑑賞予定だったオペラ劇場が爆破される。この時も、予定を急遽変更したため、難を逃れた。ウクライナでは、ローゼンベルクは銃撃を受けたこともある。
東部占領地域省は、現地にいる部下は、自宅に設置する家具や調度品が不足していた。そのため、ローゼンベルクは、ヒトラーに西部占領地のユダヤ人から家具を没収することを提案し、家具調度作戦(ムーベル・アクティオン)によって、家具類を没収した。家具調度作戦によって、フランス、ベルギー、オランダより、かつてユダヤ人が住んでいたアパート等計6万9,000戸から家具・調度品を奪い取った。
奪い取った家具は、結局はドイツ国内の空襲被害にあったドイツ国民に引き渡された。
ローゼンベルク特捜隊は、東部でも本を略奪し、数十万冊の本を没収した。
独ソ戦の戦況がドイツに不利になるにつれ、ローゼンベルクは東部占領地域省の長官は意味のない肩書になりつつあった。そして、1945年5月6日、ローゼンベルクは東部占領地域省の長官職を解任される。この時、ローゼンベルクは転倒し、足を負傷したため入院する。そして、5月12日に、バーナード・モントゴメリー元帥宛に自身のみをゆだねるという内容の手紙を書き、5月18日イギリス軍によって逮捕された。ただ、これについてはヒムラーの行方を捜していたところ、ついでで逮捕されたという説もある。

## 処刑
ニュルンベルク裁判では「侵略戦争の共同謀議」「侵略戦争の実行」「人道に対する罪」「戦争犯罪」の4つの罪で訴追された。裁判ではローゼンベルクが「認識された党のイデオローグ」だけでなく、外務大臣だったリッベントロップに次ぐ外交政策の責任者と見なされた事も重視された。1946年10月1日にすべての罪状が有罪となり、死刑判決が下った。
ニュルンベルク刑務所付心理分析官グスタフ・ギルバート大尉が、開廷前に被告人全員に対して行ったウェクスラー・ベルビュー成人知能検査によると、ローゼンベルクの知能指数は127だった。
1946年10月16日に刑が執行され、直前に刑吏から最後の言葉はないかと問われ、「ない（Nein）」とだけ答えた。これが彼の最期の言葉となった。自殺したゲーリングを含めてローゼンベルクら11人の遺体は、アメリカ軍のカメラマンによって撮影された。撮影後木箱に入れられ、アメリカ軍のトラックでミュンヘン郊外の墓地の火葬場へ運ばれ、そこで焼かれた。遺骨はイーザル川の支流コンヴェンツ川に流された。

## 人物と思想
- 初期の彼の民族論・文化論は、1930年に発行された著書『二十世紀の神話』(Der Mythus des 20.Jahrhunderts) にまとめられている。しかしながら、その思想が偏狭で融通に欠けていることからヒトラーの側近には侮られ、後にはヨーゼフ・ゲッベルスにも「イデオロギー（観念）のげっぷ」と軽蔑された[57]。
- 米軍の拘留記録によると身長は180センチである[58]。

## 東方政策

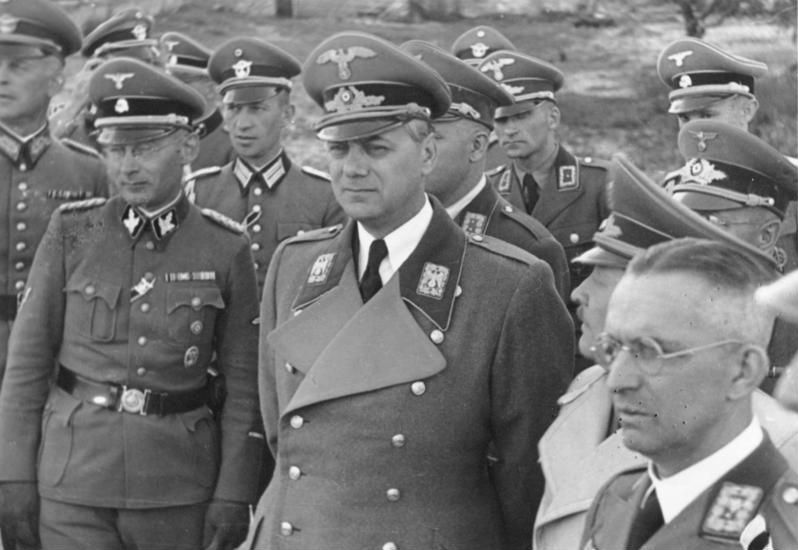
キエフを視察するローゼンベルク(1942年)

- ローゼンベルクは、ポーランド・ウクライナ・バルト海沿岸へとドイツの生存圏を拡げるべきだという東方生存圏の思想をたびたび表明しており、ヒトラーへの影響も指摘されている。1927年の著書『ドイツ外交将来の道』では、その立場はより明確となっている[59]。ただし、大ロシア人（現代で言うロシア人）とユダヤ人についてはヒトラーと一致した見解を持っていたが、ロシア人をソ連の他の民族と区別していた。ローゼンベルクの反ソ連思想は強固なものであり、時に対ソ宥和をとなえたナチス左派とは相容れなかった[59]。
- 独ソ戦でドイツが勝利できた場合の戦後構想も考えていた。ローゼンベルクの案では、東方に親ドイツの国民国家をつくる予定で、ソ連は4つの国に分割する。第一は、モスクワ周辺のロシア北西部、北極地方からトルキスタンまで広がる地域で、昔の国名「モスクワ大公国」とする。第二はコーカサス。第三はウクライナ。第四はバルト三国・ベラルーシ周辺の「オストラント（東方地域）」だった[60][61]。

## 著作
- 1920年に『シオン賢者の議定書』のドイツ語翻訳を出版。ロシア語以外の最初の言語による『議定書』がドイツで出版された。
- Unmoral im Talmud. Deutscher Volksverlag, München 1920
- Die Spur des Juden im Wandel der Zeiten. Deutscher Volksverlag, München 1920
- Die Verbrechen der Freimaurerei. Judentum, Jesuitismus, Deutsches Christentum. Hoheneichen-Verlag, München 1921.
- Pest in Rußland! Der Bolschewismus, seine Häupter, Handlanger und Opfer. Deutscher Volksverlag, München 1922
- Der staatsfeindliche Zionismus auf Grund jüdischer Quellen erläutert. Deutschvölkische Verlagsanstalt, Hamburg 1922, DNB 575892668.
- Die Protokolle der Weisen von Zion und die jüdische Weltpolitik. Deutscher Volksverlag, München 1922.
- Wesen, Grundlagen und Ziele der national-sozialistischen deutschen Arbeiterpartei : Das Programm der Bewegung. Deutscher Volksverlag Dr. E. Boepple, München 1923, DNB 577383639.
- Zentrum und Bayerische Volkspartei als Feinde des Deutschen Staatsgedankens. Deutscher Volksverlag, München 1924, DNB 362187436.
- Houston Stewart Chamberlain als Verkünder und Begründer einer deutschen Zukunft. H. Bruckmann, München 1927, DNB 577383531.
- Dreißig November Köpfe. Kampf-Verlag Gregor Strasser, München 1927, DNB 362187363.
- Der Zukunftsweg einer deutschen Außenpolitik. Franz-Eher-Verlag, München 1927, DNB 575892684.
- Der Sumpf. Querschnitte durch das „Geistes“-Leben der November-Demokratie. Franz-Eher-Verlag, München 1927, DNB 577383604.
- Der Weltverschwörerkongreß zu Basel. Franz-Eher-Verlag, München 1927, DNB 577383620.
- Freimaurerische Weltpolitik im Lichte der kritischen Forschung. Franz-Eher-Verlag, München 1929, DNB 36218741X.
- Der Mythus des 20. Jahrhunderts. Eine Wertung der seelisch-geistigen Gestaltenkämpfe unserer Zeit. Hoheneichen-Verlag, München 1930.
- Das Wesensgefüge des Nationalsozialismus : Grundlagen der deutschen Wiedergeburt. Franz-Eher-Verlag, München 1932.
- Krisis und Neubau Europas. Junker & Dünnhaupt, Berlin 1934, DNB 362187339.
- Die Religion des Meister Eckehart. Hoheneichen-Verlag, München 1934
- An die Dunkelmänner unserer Zeit. Eine Antwort auf die Angriffe gegen den „Mythus des 20. Jahrhunderts“. Hoheneichen-Verlag, München 1935.
- Der entscheidende Weltkampf: Rede auf dem Parteikongreß in Nürnberg 1936. Franz-Eher-Verlag, München 1936, DNB 575892536.
- Blut und Ehre Band I. Ein Kampf für deutsche Wiedergeburt. Reden und Aufsätze von 1919–1933. Franz-Eher-Verlag, München 1936.
- Blut und Ehre Band II. Gestaltung der Idee. Reden und Aufsätze von 1933–1935. Franz-Eher-Verlag, München 1936
- Protestantische Rompilger. Der Verrat an Luther und der „Mythos des 20. Jahrhunderts“. Hoheneichen-Verlag, München 1937, DNB 575892382.
- Der Kampf zwischen Schöpfung und Zerstörung: Kongreßrede auf dem Reichsparteitag der Arbeit am 8. September 1937. Franz-Eher-Verlag, München 1937, DNB 575892102.
- Blut und Ehre Band III. Kampf um die Macht. Aufsätze von 1921–1932. Franz-Eher-Verlag, München 1937, DNB 575892064.
- Weltanschauung und Glaubenslehre [Vortrag, gehalten am 4. Nov. 1938 an der Martin Luther-Universität Halle-Wittenberg]. Niemeyer, Halle/Saale 1939, DNB 362187398.
- Der geschichtliche Sinn unseres Kampfes : Rede vor Soldaten der Westfront (16. April 1940), aus: Tornisterschrift des Oberkommandos der Wehrmacht, Abteilung Inland ; Jahrgang 1 1939/40, Heft 9. M. Müller, Berlin 1940, DNB 365055441.
- Blut und Ehre Band IV. Tradition und Gegenwart. Reden und Aufsätze von 1936–1940. Franz-Eher-Verlag, München 1941
- Das Parteiprogramm : Wesen, Grundsätze und Ziele der NSDAP. Franz-Eher-Verlag, München 1939
- Gold und Blut. Rede am 28. November 1940 in der französischen Abgeordnetenkammer zu Paris. Franz-Eher-Verlag, München 1941
- Schriften und Reden Band 1. 1917–1921. Hoheneichen-Verlag, München 1943
- Schriften und Reden Band 2. 1921–1923. Hoheneichen-Verlag, München 1943
- Pest in Russland: Der Bolschewismus, seine Häupter, Handlanger und Opfer: Gekürzt herausgegeben von Georg Leibbrandt. 5. Auflage. Franz-Eher-Verlag, München 1944
- Portrait eines Menschheitsverbrechers: Nach den hinterlassenen Memoiren des ehemaligen Reichsministers Alfred Rosenberg. Zollikofer, St. Gallen 1947
- Letzte Aufzeichnungen. Plesse-Verlag, Göttingen 1956.
- Das politische Tagebuch Alfred Rosenbergs aus den Jahren 1934/1935 und 1939/1940. Hrsg. und erläutert Hans-Günther Seraphim nach der photographischen Wiedergabe der Handschrift aus den Akten des Nürnberger Prozesses. Musterschmidt, Göttingen 1956, DNB d-nb.info.
- Großdeutschland, Traum und Tragödie. Rosenbergs Kritik am Hitlerismus. Selbstverlag H. Härtle, München 1970.
- Selected Writings: Edited and introduced by Robert Pois. Cape, London 1970, DNB 57813098X.
- Race and race history, and other essays / Edited and introduced by Robert Pois. Harper Torchbooks, New York 1974, DNB 100907525X.
- Jürgen Matthäus, Frank Bajohr (Hrsg.): Alfred Rosenberg: Die Tagebücher von 1934 bis 1944. Fischer, Frankfurt am Main 2015, ISBN 978-3-10-002387-2.

日本語訳：
- 『二十世紀の神話』（吹田順助・上村清延訳、中央公論社、1938年）
- 『世界全体主義大系　ナチスの基礎』（加田哲二監訳、白揚社、1940年）
- 「ナチ党の本質、原則及び目標」（田中春夫訳『国民組織の綱領』慶応書房、1941年）
- 『理念の形成』（吹田順助・高橋義孝訳、紀元社、1942年）
- 『血と名誉』（上村清延・浜中英田訳、紀元社、1942年）
- 『猶太シオン運動の実相』（野一色利衛訳、富強日本協会、1943年）
- 『猶太民族の歴史的足跡』（野一色利衛訳、新太陽社、1944年）